# الديوان (لحج)
الديوان هي إحدى قرى الجمهورية اليمنية. وهي تتبع جغرافيًا لمحافظة لحج. وإداريًا لمديرية يافع. يبلغ تعداد سكانها 1045 نسمة حسب الإحصاء الذي جرى عام 2004.